# Michela Figini
Michela Cleofe Figini (Prato Leventina, 7 aprile 1966) è un'ex sciatrice alpina svizzera, campionessa olimpica nella discesa libera a Sarajevo 1984, campionessa mondiale nella discesa libera a Bormio 1985 e vincitrice di due Coppe del Mondo generali e cinque di specialità.

## Biografia

### Carriera sciistica

#### Stagioni 1983-1984
Atleta polivalente, la Figini ha ottenuto il suo primo piazzamento internazionale di rilievo in occasione della combinata di Coppa del Mondo disputata a Schruns il 21 gennaio 1983, nella quale chiuse al 10º posto; nella stessa stagione ai Mondiali juniores di Sestriere 1983 vinse due medaglie di bronzo, nello slalom gigante e nella combinata, e il 5 marzo dello stesso anno ottenne a Mont-Tremblant il primo podio in Coppa del Mondo, piazzandosi 3ª in discesa libera.
Il 28 gennaio 1984 a Megève vinse la sua prima gara in Coppa del Mondo, una discesa libera; in seguito prese parte ai suoi primi Giochi olimpici invernali, Sarajevo 1984, dove non ancora diciottenne vinse la medaglia d'oro nella discesa libera davanti a Maria Walliser e Olga Charvátová; si classificò inoltre 12ª nello slalom gigante. In quella stagione in Coppa del Mondo ottenne complessivamente quattro podi, con due vittorie, e chiuse al 5º posto nella classifica generale.

#### Stagioni 1985-1987
Ai Mondiali di Bormio 1985, sua prima presenza iridata, conquistò la medaglia d'oro nella discesa libera e fu 15ª nello slalom gigante; in quella stessa stagione 1984-1985 in Coppa del Mondo dominò il circuito: ottenne dodici podi con otto vittorie e vinse sia la coppa di cristallo generale (con 41 punti di vantaggio si Brigitte Oertli), sia quella di discesa libera (con 34 punti di vantaggio sulla Walliser), mentre nella classifica della Coppa del Mondo di slalom gigante chiuse a pari punti con Marina Kiehl, ma il trofeo fu assegnato alla tedesca per i migliori piazzamenti complessivi; fu anche 2ª nella classifica di combinata.
Nella Coppa del Mondo 1985-1986 non riuscì a replicare i successi dell'annata precedente - con tre podi (una vittoria) fu 6ª nella classifica generale - mentre nel 1986-1987 si aggiudicò la sua seconda Coppa del Mondo di discesa libera (con 3 punti di margine sulla Walliser) e, dopo aver conquistato cinque podi con tre vittorie, chiuse al 5º posto nella classifica generale. Nella stessa stagione disputò i Mondiali di Crans-Montana, dove vinse la medaglia d'argento sia nella discesa libera, sia nel supergigante; si piazzò inoltre 4ª nello slalom gigante e 6ª nella combinata.

#### Stagioni 1988-1990
Nella stagione 1987-1988 si aggiudicò nuovamente tre coppe di cristallo vincendo la classifica generale (con 14 punti di vantaggio sulla Oertli), quella di discesa libera (sopravanzando ancora la Oertli, di 24 punti) e quella di supergigante (con 20 punti in più di Sylvia Eder); i suoi podi quell'anno furono nove, con cinque vittorie. Ai XV Giochi olimpici invernali di Calgary 1988, sua ultima partecipazione olimpica, dopo esser stata portabandiera della Svizzera durante la cerimonia di apertura vinse la medaglia d'argento nel supergigante, giungendo dietro a Sigrid Wolf, si classificò 9ª nella discesa libera e non completò lo slalom gigante.
Nella stagione 1988-1989 vinse la sua ultima coppa di cristallo, ancora nella discesa libera (con 34 punti di vantaggio sulla Walliser); i suoi podi in Coppa del Mondo quell'anno furono nove, con sei vittorie, e in classifica generale fu 3ª. Ai Mondiali di Vail 1989, sua ultima presenza iridata, fu 8ª nella discesa libera e 5ª nel supergigante. Durante la sua ultima stagione agonistica, 1989-1990, salì ancora tre volte sul podio in Coppa del Mondo - ottenne la sua ultima vittoria il 27 gennaio a Santa Caterina Valfurva in discesa libera e l'ultimo podio il 3 febbraio a Veysonnaz nella medesima specialità (3ª) -, fu 8ª nella classifica generale e 3ª in quella di discesa libera. A causa dei disaccordi con Jan Tischhauser, allenatore capo della nazionale svizzera, si ritirò dall'attività agonistica al termine di quella stessa stagione, a soli ventiquattro anni; il suo ultimo piazzamento in carriera fu il 13º posto ottenuto nel supergigante di Coppa del Mondo disputato a Méribel l'11 febbraio.

#### Bilancio della carriera
È stata una delle atlete di punta della nazionale svizzera negli anni 1980; nel suo palmarès vanta, tra l'altro, un oro olimpico, uno iridato, due Coppe del Mondo generali e cinque di specialità. Assieme a Doris De Agostini è stata una delle prime sciatrici ticinesi a imporsi ai vertici della disciplina

### Altre attività
Dopo il ritiro è divenuta commentatrice sportiva in televisione; è stata sposata con Ivano Camozzi, con il quale ha avuto due figli, e in seconde nozze ha sposato Ivano Edalini, entrambi sciatori alpini italiani.

## Palmarès

### Olimpiadi
- 2 medaglie:
  - 1 oro (discesa libera a Sarajevo 1984)
  - 1 argento (supergigante a Calgary 1988)

### Mondiali
- 3 medaglie:
  - 1 oro (discesa libera a Bormio 1985)
  - 2 argenti (discesa libera, supergigante a Crans-Montana 1987)

### Mondiali juniores
- 2 medaglie[1]:
  - 2 bronzi (slalom gigante, combinata a Sestriere 1983)

### Coppa del Mondo
- Vincitrice della Coppa del Mondo nel 1985 e nel 1988
- Vincitrice della Coppa del Mondo di discesa libera nel 1985, nel 1987, nel 1988 e nel 1989
- Vincitrice della Coppa del Mondo di supergigante nel 1988
- 46 podi:
  - 26 vittorie
  - 9 secondi posti
  - 11 terzi posti

#### Coppa del Mondo - vittorie
| Data             | Località                | Paese          | Specialità |
| ---------------- | ----------------------- | -------------- | ---------- |
| 28 gennaio 1984  | Megève                  | Francia        | DH         |
| 29 gennaio 1984  | Saint-Gervais-les-Bains | Francia        | KB         |
| 4 gennaio 1985   | Maribor                 | Jugoslavia     | GS         |
| 9 gennaio 1985   | Santa Caterina Valfurva | Italia         | KB         |
| 9 gennaio 1985   | Bad Kleinkirchheim      | Austria        | DH         |
| 10 gennaio 1985  | Bad Kleinkirchheim      | Austria        | DH         |
| 13 gennaio 1985  | Pfronten                | Germania Ovest | SG         |
| 20 gennaio 1985  | Saint-Gervais-les-Bains | Francia        | DH         |
| 21 gennaio 1985  | Saint-Gervais-les-Bains | Francia        | GS         |
| 8 marzo 1985     | Arosa                   | Svizzera       | KB         |
| 6 gennaio 1986   | Maribor                 | Jugoslavia     | KB         |
| 12 dicembre 1986 | Val-d'Isère             | Francia        | DH         |
| 16 gennaio 1987  | Pfronten                | Germania Ovest | DH         |
| 8 marzo 1987     | Calgary                 | Canada         | DH         |
| 11 dicembre 1987 | Leukerbad               | Svizzera       | DH         |
| 12 dicembre 1987 | Leukerbad               | Svizzera       | SG         |
| 14 gennaio 1988  | Zinal                   | Svizzera       | DH         |
| 12 marzo 1988    | Rossland                | Canada         | DH         |
| 13 marzo 1988    | Rossland                | Canada         | SG         |
| 2 dicembre 1988  | Val-d'Isère             | Francia        | DH         |
| 12 gennaio 1989  | Grindelwald             | Svizzera       | DH         |
| 13 gennaio 1989  | Grindelwald             | Svizzera       | DH         |
| 18 febbraio 1989 | Lake Louise             | Canada         | DH         |
| 19 febbraio 1989 | Lake Louise             | Canada         | DH         |
| 24 febbraio 1989 | Steamboat Springs       | Stati Uniti    | DH         |
| 27 gennaio 1990  | Santa Caterina Valfurva | Italia         | DH         |

Legenda:

DH = discesa libera

SG = supergigante

GS = slalom gigante

KB = combinata

### Campionati svizzeri
- 4 medaglie (dati parziali, dalla stagione 1983-1984):
  - 4 ori (discesa libera[senza fonte] nel 1984; discesa libera[senza fonte] nel 1985; slalom gigante[senza fonte] nel 1988; discesa libera[senza fonte] nel 1989)

## Statistiche

### Podi in Coppa del Mondo
| Stagione/Specialità | Discesa libera | Discesa libera | Discesa libera | Supergigante | Supergigante | Supergigante | Slalom gigante | Slalom gigante | Slalom gigante | Combinata | Combinata | Combinata | Podi totali |
| ------------------- | -------------- | -------------- | -------------- | ------------ | ------------ | ------------ | -------------- | -------------- | -------------- | --------- | --------- | --------- | ----------- |
| Stagione/Specialità | 1º             | 2º             | 3º             | 1º           | 2º           | 3º           | 1º             | 2º             | 3º             | 1º        | 2º        | 3º        | Podi totali |
| 1983                |                |                | 1              |              |              |              |                |                |                |           |           |           | 1           |
| 1984                | 1              |                |                |              | 1            |              |                | 1              |                | 1         |           |           | 4           |
| 1985                | 3              | 2              |                | 1            | 1            | 1            | 2              |                |                | 2         |           |           | 12          |
| 1986                |                |                |                |              |              |              |                | 1              | 1              | 1         |           |           | 3           |
| 1987                | 3              |                |                |              |              |              |                |                | 2              |           |           |           | 5           |
| 1988                | 3              | 2              |                | 2            |              | 1            |                |                | 1              |           |           |           | 9           |
| 1989                | 6              |                | 1              |              |              | 1            |                |                |                |           |           | 1         | 9           |
| 1990                | 1              | 1              | 1              |              |              |              |                |                |                |           |           |           | 3           |
| Totale              | 17             | 5              | 3              | 3            | 2            | 3            | 2              | 2              | 4              | 4         | 0         | 1         | 46          |
| Totale              | 25             | 25             | 25             | 8            | 8            | 8            | 8              | 8              | 8              | 5         | 5         | 5         | 46          |